# Xã Andalusia, Quận Rock Island, Illinois
Xã Andalusia (tiếng Anh: Andalusia Township) là một xã thuộc quận Rock Island, tiểu bang Illinois, Hoa Kỳ. Năm 2010, dân số của xã này là 2.299 người.